# Козара (корабель управління)
«Козара» (BPN-30) — це багатоцільовий корабель річкової флотилії Сербії, який спочатку був річковим допоміжним кораблем-базою RPB-30.

## Історія
Його побудували в 1939 році під ім'ям «Крімхілд» на верфі в Регенсбурзі для Дунайської флотилії Третього рейху. Як корабля пзабезпечення і плавказарм він пройшов через всю Другу світову. Після здачі корабля американської армії навесні 45-го він протягом року служив плавказармою для розміщення американських солдатів, після чого його перетворили в торгове судно. У 1960-му «Крімхілд» викупила Югославія і повернула йому статус військового корабля. З тих пір і до цього дня він справно служить сербам як корабель забезпечення і штабного судна.